# Jüdischer Friedhof Burg

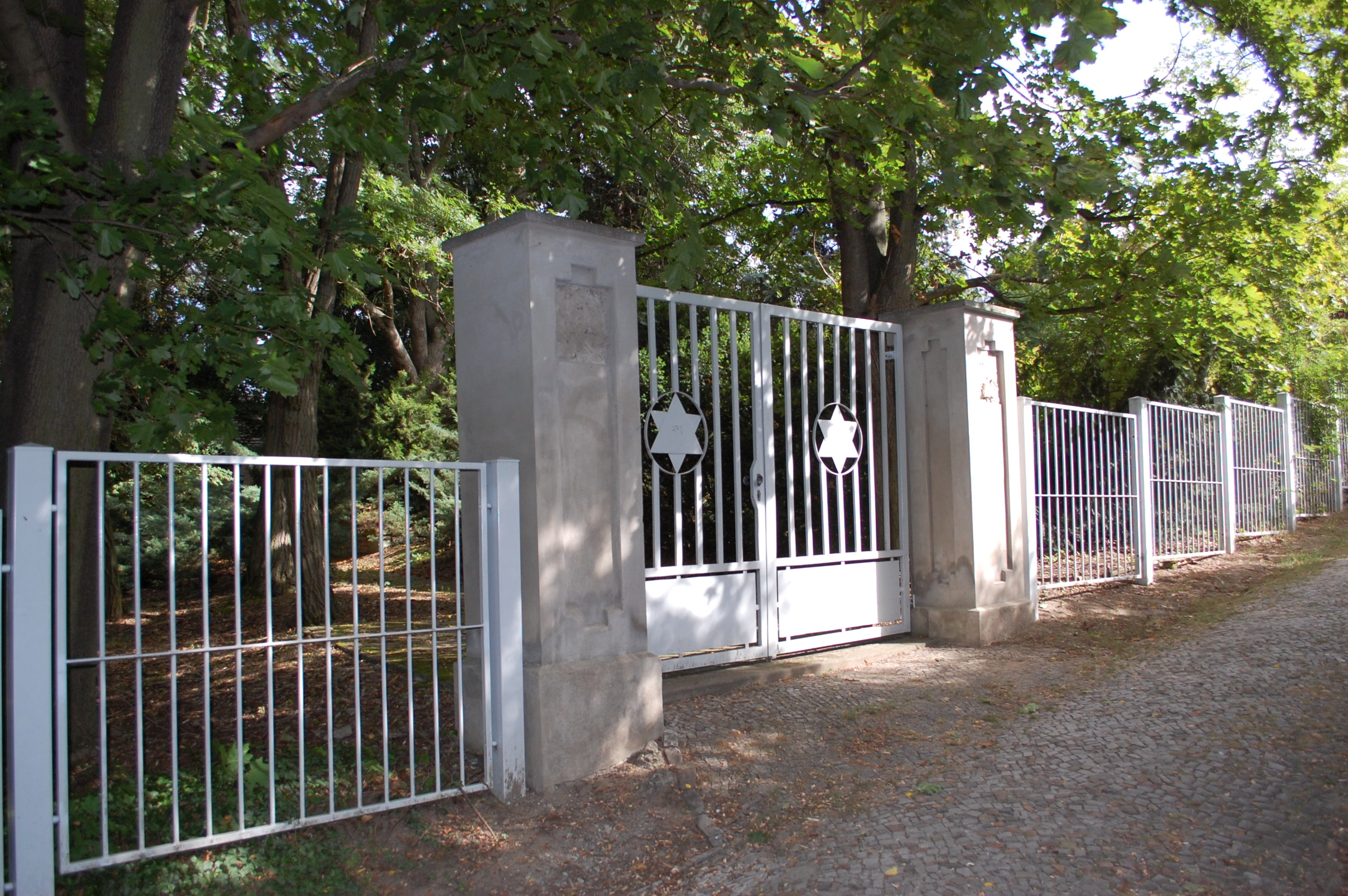
Tor zum jüdischen Friedhof

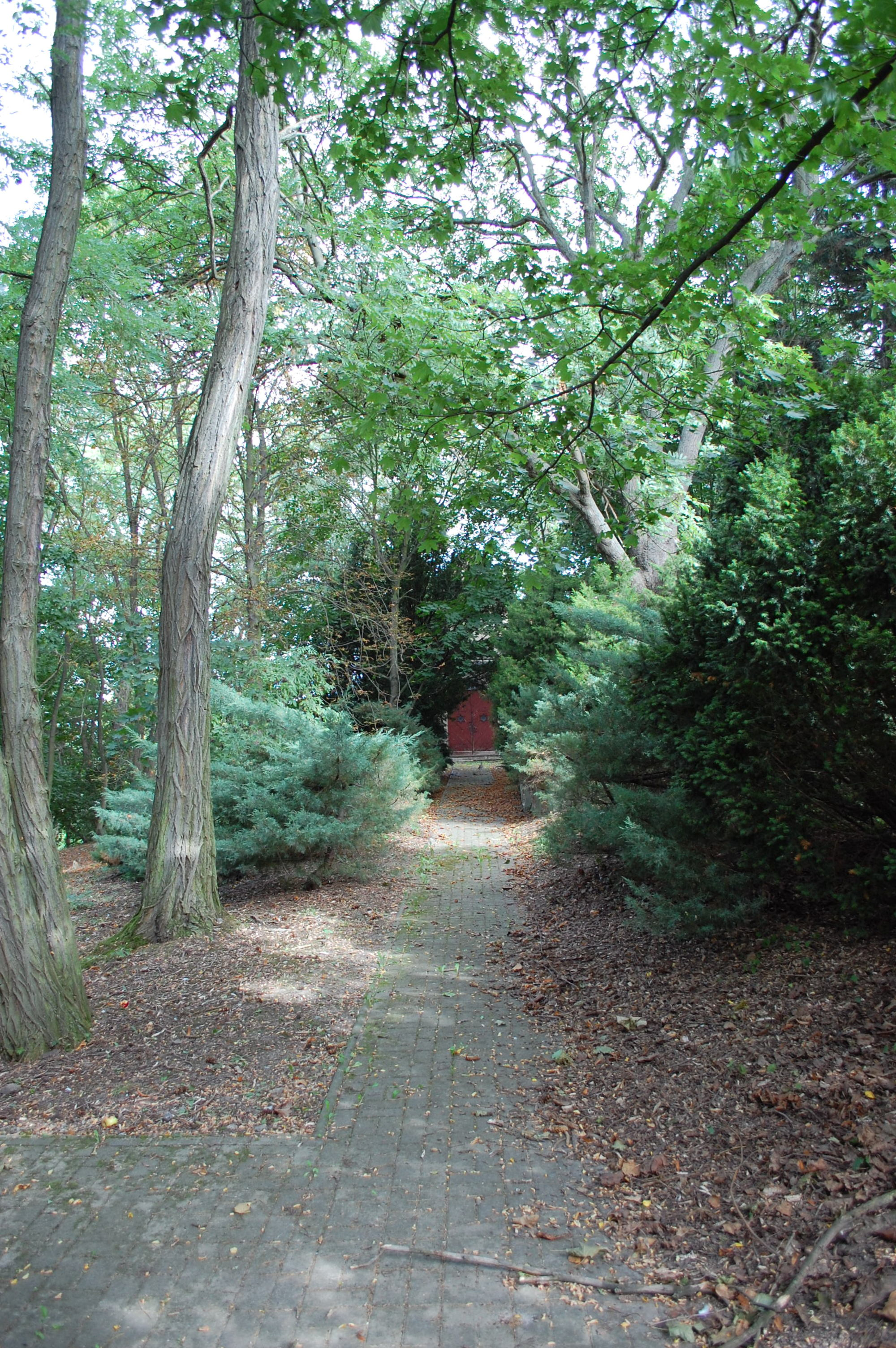
Weg zur Feierhalle

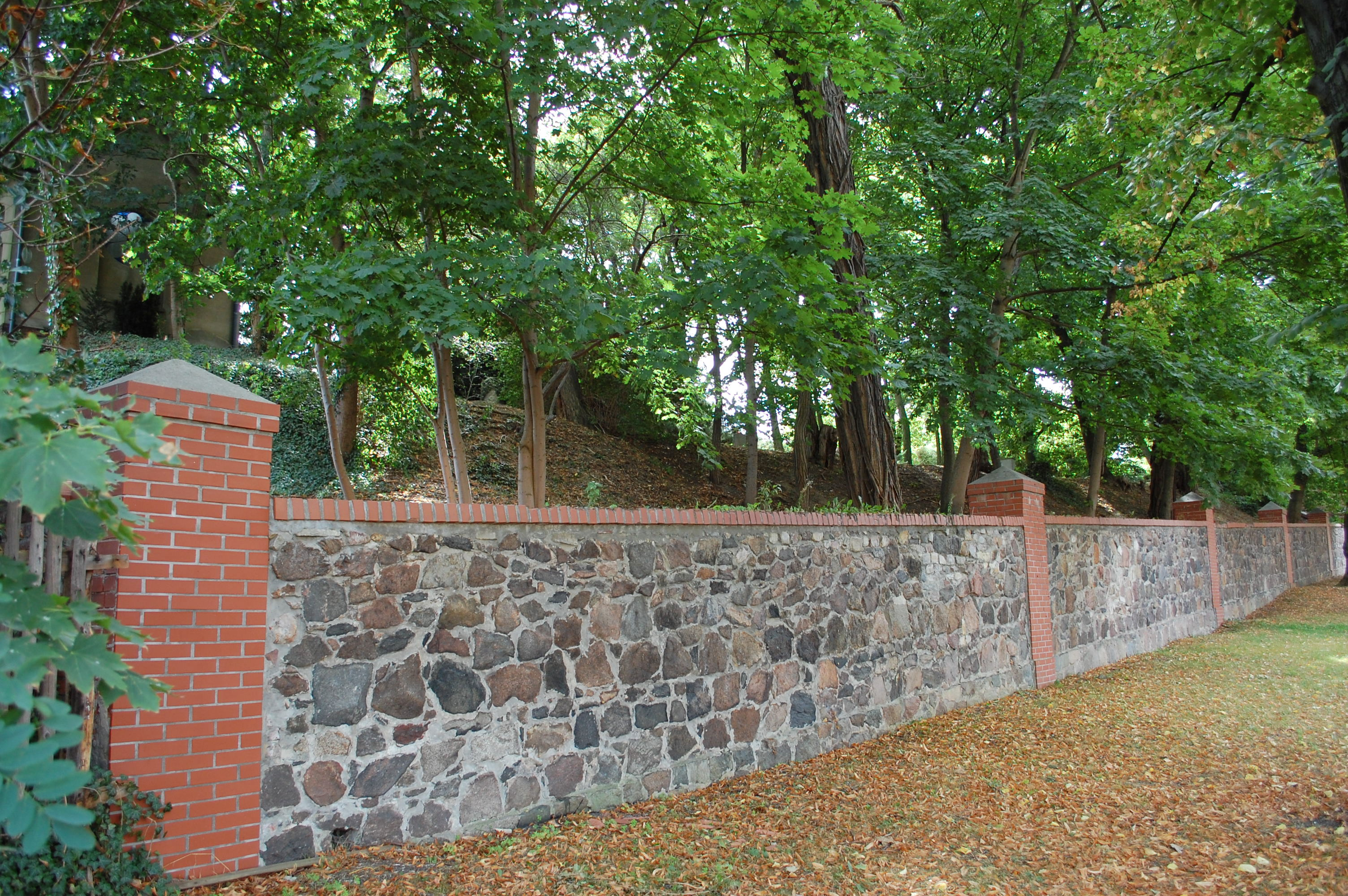
Friedhofsmauer

Der Jüdische Friedhof war der Friedhof der jüdischen Gemeinde der Stadt Burg in Sachsen-Anhalt.
Der Friedhof liegt an den Straßen Neuenzinnen und Koloniestraße auf einem Hügel nordöstlich der Burger Innenstadt. Das Friedhofsgelände umfasst 1760 m².
Umgeben ist die Anlage von einer aus Bruchsteinen errichteten Mauer. Die erste urkundliche Erwähnung des Friedhofs als Judenberg stammt aus dem Jahr 1770. Heute sind noch 46 Grabsteine erhalten, wobei der älteste im Jahr 1838 errichtet wurde. Die auf dem Friedhof befindliche verputzte Trauerhalle entstand im Jahr 1911. Die Halle ist schlicht im Stil der Reformarchitektur gestaltet. Sie verfügt über Rundfenster. Der östliche Abschluss des Hauses ist in Form einer Apsis ausgeführt. Das Portal der Halle ist reich gegliedert.
In der Zeit des Nationalsozialismus kam es nicht zur Zerstörung des Friedhofs.
Auf dem Friedhof steht ein Gedenkstein für Anne Frank.